# Ibumu
Ibumu ist ein Verwaltungsbezirk (englisch Ward) des Distrikts Kilolo in der tansanischen Region Iringa.

## Geografie
Ibumu ist ein Bezirk auf dem südlichen Hochland von Tansania etwa 60 Kilometer nordöstlich der Regionshauptstadt Iringa. Der Bezirk grenzt im Nordwesten an Malengamakali, im Nordosten an Nyanzwa, im Südosten an Mahenge, im Süden an Image und im Westen an Uhambingeto. Bei der Volkszählung 2022 lebten 8264 Menschen in 2086 Haushalten auf einer Fläche von 398 Quadratkilometern.

## Gliederung
Der Bezirk besteht aus vier Gemeinden (swahili Mtaa) mit 17 Orten (Kitongoji):
| Ibumu - Mbata - Mpera - Chengele - Fita | Kilala Kidewa - Kilala Kidewa A - Kidewa - Lubapulo - Kilala Kidewa B | Ilambo - Ilambo - Lugolofu - Mavigili - Magunga | Kilumbwa - Fita - Kinyambulu - Luhanzo - Chengele - Kimengi |

## Bildung
Im Bezirk liegen drei weiterführende Schulen. Die Ibumu Secondary School ist eine staatlich Tagesschule mit einer Ausbildung bis zur 4. Stufe. Ebenfalls bis zur 4. Stufe bildet die private Internatsschule Namnyaki Secondary School aus. Die Image Secondary School wird von der evangelisch-lutherischen Kirche geführt und bildet Tages- und Internatsschüler bis zur 6. Stufe aus.